# Teménia (La Canée)
Teménia, en grec moderne : Τεμένια, est un village du dème de Kándanos-Sélino, dans le district régional de La Canée, de la Crète, en Grèce. Selon le recensement de 2011, la population de Teménia compte 49 habitants. Le village est situé à une altitude de 700 m. À proximité du village se trouvent les ruines de la ville minoenne d'Yrtakína (Υρτακίνας), qui a été construite à 900 mètres d'altitude.

## Recensements de la population
| Recensements | 1900 | 1920 | 1928 | 1940 | 1951 | 1961 | 1971 | 1981 | 1991 | 2001 | 2011 |
| ------------ | ---- | ---- | ---- | ---- | ---- | ---- | ---- | ---- | ---- | ---- | ---- |
| Population   | 154  | 156  | 197  | 201  | 155  | 161  | 128  | 103  | -    | 77   | 49   |